# Bretteville-l'Orgueilleuse
Bretteville-l'Orgueilleuse era una comuna francesa situada en el departamento de Calvados, de la región de Normandía, que el 1 de enero de 2017 pasó a ser una comuna delegada de la comuna nueva de Thue-et-Mue al fusionarse con las comunas de Brouay, Cheux, Le Mesnil-Patry, Putot-en-Bessin y Sainte-Croix-Grand-Tonne.

## Demografía
| Gráfica de evolución demográfica de Bretteville-l'Orgueilleuse entre 1800 y 2014 |
|                                                                                  |

Los datos demográficos contemplados en este gráfico de la comuna de Bretteville-l'Orgueilleuse se han cogido de 1800 a 1999 de la página francesa EHESS/Cassini, y los demás datos de la página del INSEE.

## Personalidades asociadas a la comuna
Colette Marin-Catherine (1929-) y su hermano Jean-Pierre Catherine (1926-1945), adolescentes resistentes destacados por el documental de 2020 Colette, ganador del Oscar. Jean-Pierre Catherine se unió a la Resistencia en 1940, fue arrestado en 1943 y murió en el campo de concentración de Dora en 1945; Colette Marin-Catherine testificó sobre la guerra a partir de la década de 2010. Sus padres también fueron resistentes.